# Onuma (district)
Onuma (大沼郡, Onuma-gun) is een district van de prefectuur Fukushima  in Japan.
Op 1 april 2009 had het district een geschatte bevolking van 29.417 inwoners en een bevolkingsdichtheid van 33,8 inwoners per km². De totale oppervlakte bedraagt 870,51 km².

## Dorpen en gemeenten
- Aizumisato
- Kaneyama
- Mishima
- Showa

## Geschiedenis
- Op 1 oktober 2005 smolten de gemeenten Aizuhongou, Aizutakada en Niitsuru samen tot de nieuwe gemeente Aizumisato.

Steden:
Aizuwakamatsu · Date · Fukushima (hoofdstad) · Iwaki · Kitakata · Koriyama · Minamisoma · Motomiya · Nihonmatsu · Shirakawa · Soma · Sukagawa · Tamura

Districten:
Adachi · Date · Futaba · Higashishirakawa · Ishikawa · Iwase · Kawanuma · Minamiaizu · Nishishirakawa · Onuma · Soma · Tamura · Yama
Gemeenten per district